# Alcatraz
Alcatraz je otok u zaljevu San Francisca u Kaliforniji u SAD-u, površine 90 000 kvadratnih metara. Nosi nadimak The Rock (stijena, hrid ili kamen). 
Od sredine tridesetih godina 20. stoljeća, pa sve do ukidanja zatvora 1963., Alcatraz je glasio za najčuvaniji i najsigurniji zatvor u Americi. 
Alcatraz je danas omiljeno turističko odredište u sklopu šireg zaštićenog područja. Ima osobitu povijesnu vrijednost. 

## Povijest
Otok je ime dobio 1775. godine nakon što je do njega doplovio španjolski istraživač Juan Manuel de Ayala. Smatra se da ga je ovaj Europljanin nazvao "La Isla de los Alcatraces" (otok pelikana).
Prema drugim izvorima, izvorni je "alcatraces" današnji ime otoka Yerba Buena. Misli se kako je današnje ime dobio tek kasnije, nakon što ga je tako nazvao nepoznati izrađivač zemljopisnih karata.

### Utvrda i nastajanje vojnog zatvora
1847. američka vojska je uvidjela stratešku vrijednost otoka koji je mogao pomoći u obrani zapadne obale, na koju je često pristajalo mnogo brodova s putnicima koji su tražili zlato. 1853. započinje gradnja vojne utvrde i svjetionika koji će ujedno postati i prvi svjetionik na pacifičkoj obali. Otok je postao vojna baza s teškim topništvom i tu je ulogu zadržao nekoliko desetljeća.
Zbog svog izoliranog položaja gdje je okružen hladnim morem i opasnim strujama, ubrzo je proglašen izvrsnim mjestom za smještanje ratnih zarobljenika. 1861. godine na otok se dovode prvi zarobljenici američkog građanskog rata, a kasnije i španjolsko-američkog rata. Iz tog razloga Alcatraz 1868. službeno postaje vojni zatvor, a 1906. na njega je premješteno i preko stotinu civilnih zatvorenika koje je bilo potrebno preseliti iz potresom razorenog San Francisca. 1912. godine sagrađen je veliki središnji dio s ćelijama, a do 1920. gradnja je bila gotovo u potpunosti završena.

### Civilni zatvor
Alcatraz je postao prvi vojni zatvor u kojem su se odsluživale dugotrajne kazne. Zatvorenici su bili podijeljeni u tri razreda, ovisno o težini kazne koju su izdržavali i kaznenog djela koje su počinili. Svaki je razred imao nekoliko razina privilegija. Na primjer, zatvorenici trećeg razreda su živjeli u potpunoj tišini, bez mogućnosti međusobnih razgovora i dodira s vanjskim svijetom. Oni koji bi prekršili pravila, kažnjavani su najstrožim kaznama teškog rada, boravka u zamračenim ćelijama ili teškim metalnim kuglama oko gležnjeva.
Kompleks je bio sastavljen od kuhinje, blagovaonice, prostora za zaposlene, male bolnice, knjižnice, dvorišta za vježbanje, prostora za higijenu te A, B, C i D bloka u kojima su se čuvali zatvorenici. B i C blok su se sastojali od 336 ćelija prosječne dužine od 2,7 i širine 1,5 metra, opremljene malim umivaonikom s hladnom vodom, uskim ležajem i wc školjkom. U D bloku je bilo 36 ćelija koje su se koristile za izdvajanje zatvorenika i 6 samica. Blok A se rijetko koristio za zatvorenike, a služio je kao skladište.
Zatvorenici su se dizali u sedam sati ujutro. Do 7:20 su morali biti obučeni i obrijani, a ćelija u koju su se vraćali tek navečer pospremljena i čista sa složenim krevetom. Slijedilo je prebrojavanje te odlazak na doručak. Nakon jela i pospremanja pribora za jelo, kuhinje i blagovaone, uslijedili su rad ili vježbanje u za to predviđenim prostorijama sve do podneva kada je započinjao ručak. Zatvorenici su imali nekoliko pauza od deset minuta u kojima im je bio dozvoljen tihi razgovor i pušenje cigareta u za to predviđenim prostorima. Nakon ručka je uslijedio daljnji rad i vježbanje sve do 16:40 kada je započinjala večera. U 17:00 večera je završila kao i pospremanje korištenih prostorija te je slijedio povratak u ćelije i prebrojavanje prije konačnog zaključavanja. Svjetla su se gasila u 21:30.

#### Najpoznatiji bijeg
Zabilježeno je 14 zasebnih pokušaja bijega u kojima se okušalo 36 zatvorenika (od kojih dvojica dva puta). 23 ih je uhvaćeno, šestorica su ubijena za vrijeme bijega, a dvojica su se utopila. Dvojica uhvaćenih su kasnije pogubljena u Državnom zatvoru Kalifornija. Službeno, nitko nikada nije uspio pobjeći iz Alcatraza, iako su petorica još uvijek na listi "izgubljenih", pod pretpostavkom utapanja.
27. travnja 1936. zabilježen je prvi pokušaj bijega, a najpoznatiji (prema kojem je snimljen i film s Clint Eastwoodom Bijeg iz Alcatraza), odigrao se 11. lipnja 1962. godine. Tog su dana Frank Lee Morris i braća John i Clarence Anglin uspjeli pobjeći iz svojih ćelija. Pretpostavlja se da je cijelu operaciju organizirao Frank Lee Morris. 
Provedenom istragom je utvrđeno kako su bjegunci napustili svoje ćelije izašavši kroz ventilacijske otvore. Proširili su ih i kamuflirali umjetno izrađenim zidom. Pristup krovu zatvora ostvarili su pomoću mehanizma koji se nalazio iza ćelija. S krova su se spustili olukom i stigli do obale otoka. Utvrđeno je da su za bijeg koristili ručno izrađene alate, kojima su prokopavali rupe i vjerno izrađene lutkine glave s pravom kosom koje su postavili u krevete kako njihovo izbivanje ne bi bilo otkriveno za vrijeme noćnog prebrojavanja. Nakon bijega zatvorenicima nije bilo traga, iako se u potragu uključilo nekoliko stotina vojnika i policajaca. Tek je nekoliko tjedana nakon događaja, na obali nedaleko San Francisca, pronađeno mrtvo tijelo za koje se pretpostavljalo da pripada nekom od zatvorenika, ali identifikacija tijela nije bila moguća zbog visokog stupnja raspadanja, te su trojica bjegunaca evidentirana kao "nestali".
Razbijači mitova su nakon rekonstrukcije ovog bijega u emisiji prikazanoj 2003., zaključili da je na ovaj način bilo moguće pobjeći iz zatvora i doći do obale.
Zatvor je prestao s radom već nepunih godinu dana nakon "velikog bijega", pod obrazloženjem da je njegovo održavanje preskupo. Među zanimljivostima djelovanja ove ustanove je i jedan od zadataka zatvorenika, vrtlarenje. Naime, javnost San Francisca nije voljela pogled na ovaj vojni kompleks usred prelijepog zaljeva. Iz tog su razloga oko otoka umjetno napravljeni nasipi zemlje donesene s Anđeoskih otoka na koju su zatvorenici sadili raznoliko cvijeće i grmove kako bi pogled na otok postao
ugodniji.

## Indijanska okupacija Alcatraza
Godine 1969. okrupirali su ga pripadnici AIM-a, Američkog Indijanskog pokreta, koji su doputovali iz raznih krajeva SAD-a i držali ga u svojim rukama od 20. studenoga 1969. do 11. lipnja 1971.

## Alcatraz danas
Otok se danas nalazi pod upravom Nacionalnog parka, odjela Golden Gate nacionalnog rekreativnog centra. Odlukom Roberta F. Kennedyja, zatvor je u potpunosti zatvoren 21. ožujka 1963.

## Vanjske poveznice
- National Park Service – Alcatraz Official Website
- Federal Bureau of Prisons – A Brief History of Alcatraz
- Rerport on the 1962 escape incident
- AlcatrazHistory.com